# Gerardus de Harderwijck
Gerardus de Harderwijck (auch Gerardus von Harderwijck, Gerhard von Harderwyk, Gerhard van Harderwijek; * im Gelderland, vermutlich in Harderwijk; † 21. August 1503 in Köln) war ein deutscher Philosoph, Theologe und Hochschullehrer.

## Leben
Gerardus de Harderwijck wurde 1468 an der Universität Köln immatrikuliert. Er erlangte im Mai 1469 den Grad eines Bakkalaureus und im Juni 1471 den Grad eines Magisters der Philosophie, bevor er 1473 Bursenregent der Burse Laurentiana sowie Professor der Philosophie an der Kölner Universität wurde. Diese Ämter hatte er bis 1501 inne. Der Philosophien Fakultät stand er 1476, 1480, 1481 und 1486 als Dekan vor. 
Gerardus de Harderwijck widmete sich außerdem dem Studium der Theologie. 1478 erhielt er von der Theologischen Fakultät einen Bakkalaureusgrad und 1481 wurde er zum Lic. theol. promoviert. 1487 und 1488 stand er der Universität als Rektor vor. Er gilt als einer der letzten großen Vertreter der scholastischen Philosophie in Köln vor der Reformation.
Gerardus de Harderwijck war Pfarrer bei St. Kolumba in Köln.

## Werke (Auswahl)
- Copulata Petri Hyspani s[ecundu]m processum Burse Laurentii, Quentell, Köln 1488.
- Copulata super omnes tractatus parvorum logicalium Petri Hyspani et nonnullos modernorum secundum viam Albertistarum, Quentell, Köln 1488.
- Commentum tractatuum Petri Hispani et tractatus libro Posteriorum Aristotelis correspondentis secundum processum bursae Laurentianae, Zell, Köln  1492.
- Commentaria in quattuor libros nove logice se[cundu]m processus burse laurentiane Coloniensis, Zell, Köln 1494.